# Eugeniusz Burzyk
Eugeniusz Burzyk (ur. 25 września 1960 w Piekarach Śląskich) – polski ksiądz, pisarz, publicysta i dziennikarz.

## Życiorys
Studiował w Wyższym Śląskim Seminarium Duchownym w Katowicach. Święcenia prezbiteratu przyjął 14 maja 1988. Uzyskał stopień magistra teologii na Wydziale Teologicznym Papieskiej Akademii Teologicznej w Krakowie oraz stopień licencjata teologii na Wydziale Teologicznym Akademii Teologii Katolickiej w Warszawie. 1 sierpnia 2014 przejął obowiązki proboszcza parafii pw. Matki Bożej Bolesnej w Jawiszowicach – Osiedle Brzeszcze.
W latach 1994–2014 pełnił funkcję rzecznika prasowego Kurii Diecezjalnej Bielsko-Żywieckiej, diecezjalnego koordynatora ds. komputeryzacji i redaktora publikacji Kurii Diecezjalnej. W latach 1993–2009 korespondent Katolickiej Agencji Informacyjnej w Warszawie; 1993-2014 diecezjalny duszpasterz środowisk twórczych.
Pomysłodawca i redaktor (1996-2014) pierwszej diecezjalnej strony internetowej w Polsce, gdzie od 2000 publikuje swoje kazania. Za książkę „Kazania mikuszowickie” wyróżniony przez Prezydenta Bielska-Białej nominacją do nagrody IKAR 2009. Jego kazania publikowane są także na OPOCE – oficjalnym portalu Kościoła Katolickiego w Polsce, prowadzonym przez Fundację Konferencji Episkopatu Polski.

## Książki
- „Krótsze od najkrótszych”, Kraków 2004
- „Po pierwsze nie nudzić”, Wrocław 2007
- „Kazania mikuszowickie”, Bielsko-Biała 2009
- „Kazania bez gadania”, Kraków 2009
- „Nie zanudzaj bliźniego swego”, Kraków 2009
- „Katechizm w pigułce”, Kraków 2009
- „Wielkopostna kroplówka”, Kraków 2010
- „Różaniec łatwy do przełknięcia”, Kraków 2010
- „Adwentowa reanimacja”, Kraków 2010
- „Kazanie espresso. Krótkie, mocne, stawia na nogi. Rok A”, Kraków 2010
- „Majowa terapia”, Kraków 2011
- „Terminarz, Ewangelia na każdy dzień, myśli dnia - 2012”, Kraków 2011
- „Kazanie espresso. Krótkie, mocne, stawia na nogi. Rok B”, Kraków 2012
- „Terminarz, Ewangelia na każdy dzień, myśli dnia - 2013”, Kraków 2012
- „Kazanie espresso. Krótkie, mocne, stawia na nogi. Rok C”, Kraków 2012
- „Terminarz, Ewangelia na każdy dzień, myśli dnia - 2014”, Kraków 2013